# Xã Sheridan, Quận Daviess, Missouri
Xã Sheridan (tiếng Anh: Sheridan Township) là một xã thuộc quận Daviess, tiểu bang Missouri, Hoa Kỳ. Năm 2010, dân số của xã này là 384 người.